# Wolf-Dieter Heiss

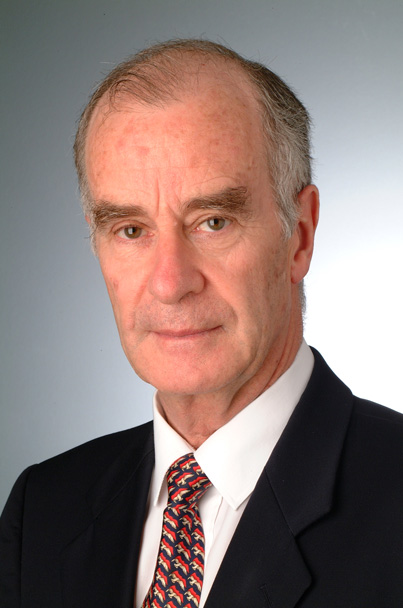
Wolf-Dieter Heiss (2004)

Wolf-Dieter Heiss (* 31. Dezember 1939 in Zell am See) ist ein österreichischer Neurowissenschaftler und ehemaliger Direktor der Abteilung für Neurologie der Universität zu Köln und der Abteilung für Allgemeine Neurologie am Max-Planck-Institut für neurologische Forschung Forschung in Köln.

## Leben
Nach seinem Studium, das er an der Universität Wien Sub auspiciis abschloss, arbeitete Heiss ab 1965 zunächst an der Abteilung für Neurologie der Universität Wien. Es folgten mehrere Forschungsaufenthalte in den Vereinigten Staaten und in Schweden. 1976 wurde Heiss als assoziierter Professor für Neurologie an die Universität Wien berufen, wo er bis 1978 Leiter der Abteilung für Neuronuklearmedizin war.
1978 wurde Heiss nach Köln berufen, wo er als Leiter des Zentrums für zerebrale Durchblutungsforschung und ab 1982 als Direktor des Max-Planck-Instituts für neurologische Forschung tätig war. Zusätzlich übernahm er 1985 den Vorsitz der Neurologischen Klinik der Universität zu Köln. Im Jahr 2005 schied er aus seinen offiziellen Ämtern aus, setzt aber seine klinische und experimentelle Forschung am MPI fort.
Im Jahr 1990 rief Heiss die Initiative „Köln gegen den Schlaganfall“ ins Leben. Durch diese konnte im Versorgungsgebiet der Kölner Neurologie die Zeit vom Auftreten des Schlaganfalls bis zum Aufsuchen und Behandeln eines Patienten deutlich verkürzt werden. Die Initiative gilt als Prototyp der Stroke Units.
Wolf-Dieter Heiss war in den experimentellen und klinischen Neurowissenschaften tätig und hat sowohl Ergebnisse aus der experimentellen Forschung in die klinische Anwendung übertragen als auch klinische Fragestellungen im Tiermodell getestet. Seine Forschungsaktivitäten konzentrierten sich auf die zerebrale Ischämie und den Schlaganfall sowie auf die Entwicklung von bildgebenden Verfahren zur Untersuchung von Gehirnstoffwechsel und -funktion, insbesondere der Positronen-Emissions-Tomographie (PET) bei verschiedenen Erkrankungen des Gehirns. Mit diesen Methoden untersuchte er die Fähigkeit des Gehirns, Durchblutungsstörungen zu überleben. Die Forschungen von Heiss bilden eine wesentliche Grundlage für die Entwicklung von Therapien, zum Beispiel der Thrombolyse. Weitere Forschungsthemen waren verschiedene Stoffwechselstörungen bei Hirntumoren und bei Demenzen, die zur Verbesserung der Diagnose und Therapie dieser Erkrankungen beitrugen.
Wolf-Dieter Heiss wurde 1987 als korrespondierendes Mitglied in die Österreichische Akademie der Wissenschaften und 1999 als Mitglied in die Deutsche Akademie der Naturforscher Leopoldina (Sektion Neurowissenschaften) aufgenommen.